# Studeriotes semperi
Studeriotes semperi är en korallart som först beskrevs av Studer 1888.  Studeriotes semperi ingår i släktet Studeriotes och familjen Paralcyoniidae. Inga underarter finns listade i Catalogue of Life.